# Старобългарски език
Старобългарският език е най-ранният писмено засвидетелстван славянски език.
В старите паметници е наричан   (славянски език), а също и   (български език). Извън България е известен с наименования като староцърковнославянски, старославянски и др. Църковнославянският език, развил се от старобългарския, и до днес е каноничният език на православните славянски църкви и се употребява в различни униатски църкви.

## Старобългаристика
От изследователите този език е наричан различно. Йерней Копитар и Франц Миклошич го наричат „старословенски език“, тъй като в първите писмени паметници те са търсили черти от славянския диалект в Панония. А. Х. Востоков въвежда през 1820 г. термина „старославянски език“, който днес е най-използваният термин в рускоезичната научна литература. Аналогично са образувани наименованията фр. le vieux slave, лат. palaeoslavica. Йозеф Добровски в „Institutiones linguae slavici dialecti veteris“ (Студия върху стария диалект на славянския език) (1822) открива в този език „старосръбско наречие“. Но още в първата половина на XIX век Юрий Венелин (1829), Аугуст Шлайхер, Мартин Хатала и Леополд Гайтлер виждат, че езиковите особености на първите славянски книжовни произведения са еднакви с чертите на българския език. Те въвеждат наименованието „старобългарски език“ (рус. древнеболгарский, нем. Altbulgarisch), възприето изцяло в България. В съвременното езикознание освен термина „старобългарски език“ са разпространени и названията „старославянски език“ и „староцърковнославянски език“.
Според Венелин: „Кирил и Методий превели Светото Писание не на някакъв друг език, а само и единствено на български, именно на български, или, което е същото, църковният език, използван днес в Русия, Унгария, Сърбия, Далмация и в самата България, е български език...“
Някои учени са на мнение, че науката за този език трябва да изследва само паметниците от т.нар. „канон“, т.е. езика на произведенията, най-тясно свързани със св. Кирил и св. Методий и книжовната им дейност, противопоставяйки се на езика на произведенията, произлезли от българските просветно-културни кръгове. Не са запазени произведения от ръката на двамата братя, а т.нар. „канон“ се открива в паметници, отстоящи най-малко 50 – 60 години от времето на първоучителите. За това време са настанали някои промени не само в говоримата, но и в писмената реч. Следователно езикът на Светите братя може да бъде реконструиран приблизително по преписите на произведенията им, но достоверността на реконструкцията на техния език няма абсолютни документални доказателства, както и на по-ранния праславянски език. Поради тези причини езикът на първите славянски писмени паметници не следва да бъде наричан с термина „Кирило-Методиев език“. Що се отнася до термините „старославянски“ и „староцърковнославянски“, те също не отговарят на същността и етническата основа на този език. Направени са много изследвания и българската етническа основа на езика от достигналите до нас първи славянски ръкописи не може да бъде оспорвана. Доказателства за българската етническа основа на тези паметници се откриват в областта на фонетиката (в рефлексите на праславянските съчетания *tj, *gtǐ, *ktǐ, *dj и в широкия гласеж на ятовата гласна), в областта на лексиката (в заемките на някои гръцки думи от народния гръцки език, с който само българските славяни са били в пряк контакт; това са думи като  (събота) от σάμβατο, а не от σάββατον) и в областта на синтаксиса:
1) употреба на дателен притежателен падеж при лични местоимения и съществителни:
 ,  ;
2) описателно бъдеще време с глагол ;
3) употреба на сравнителна форма  (по-малък) в значение на „по-млад“.
Езикът на паметниците, произлизащи от българските земи след XII век, в световната славистика единодушно, без уговорки се нарича „среднобългарски“. Съществуването на среднобългарски и новобългарски език по необходимост води до извода, че тези два периода от развоя на българския език са били предхождани от един първи период, поставил началото на писмения български език. Несъмнено този първи период трябва да отговаря и на началото на славянската писменост. Следователно най-точно и научно обосновано е езикът на първите славянски ръкописи да се нарича „старобългарски“, а не „старославянски“, нито „староцърковнославянски“, тъй като в тази епоха отделните славянски езици са имали вече обособен облик. Терминът „старославянски“ може да доведе до погрешни изводи, че този език е или изкуствен общославянски книжовен език, или че това е праславянският език, засвидетелстван писмено. Терминът „староцърковнославянски“ навежда на мисълта, че този език е служил само за църковни (религиозни) цели, а не за обществено-политически и културни нужди. Що се отнася до опонирането на термина „старобългарски език“ с твърдението, че може да се стигне до смесване с езика на Аспаруховите сънародници, то не може да бъде убедително, тъй като последният бива наричан в науката „прабългарски“ (протобългарски, първобългарски).
Следователно:
1. Науката за старобългарския език има за предмет изучаването на езика на първите славянски писмени паметници, т.е. сравнително-историческата реконструкция на старобългарската граматика (на езика, възникнал през IX век и оставил паметници от X – XII век).
2. При изследването на старобългарския език трябва да се имат предвид езиковите му средства, развитието им от праславянския език до първото им писмено засвидетелстване, степента на диалектната диференциация в късния праславянски, в старобългарския и в новобългарския език, литературните стилове и школи в старобългарския език; тоест по-широкото разглеждане на старобългарския език, извън рамките на „канона“. Затова старобългаристиката не може да няма връзки и с други научни дисциплини, на първо място с общото и индоевропейското езикознание.

Старобългарският език, благодарение на древността си, наред със санскрит, гръцкия, латинския, готския и други древни писмени индоевропейски езици, дава изключителен материал при реконструкцията на т.нар. индоевропейски праезик, незасвидетелстван писмено.
Изучаването на старобългарския език лежи в основата на цялата славистика, за която делото на първоучителите Константин-Кирил Философ и Методий е от първостепенно значение. Старобългарският език първо служи при възстановяването на предполагаемия праславянски език. От него се изхожда и при сравнително-историческото проучване на славянските езици. В него се отразява мисленето и светогледа на говорещия на него народ. Той е огледало и на социалната история и етногенезиса на българския народ в древността. Това се открива най-вече в лексиката. Старобългарският език е ценен източник за изследователите на етническата и социалната история на българите. Археологията и старобългарският език са свързани, тъй като са открити повече от трийсет епиграфски паметника с надписи на този език. Изследователите на старата българска литература имат нужда от задълбочени познания за езика на първите паметници в цялото му богатство и сила, за да могат да получат вярна представа за художествения принос на старобългарските автори и преводачи.
В изследването на старобългарския език оказват помощ научни дисциплини като топономастика, диалектология и лексикология, включени в балканското и славянското езикознание, защото именно в диалектите и изобщо в езиците на балканските народи са се запазили много славянски думи (с произход от българските славяни), които имат звучене по-близко до старобългарското – със запазени носовки и неметатезирани групи с плавни съгласни и др. Българската топонимия и диалекти също дават (след строго научни изследвания) много данни за старобългарския език, дори и за предписмения му период (например топонимът Варна с неметатезирана група CorC).

## История

### Изграждане
Докато за историята на българския език и българските народни говори, за славянското и индоевропейското сравнително-историческо езикознание езикът на старобългарските паметници има значение като отражение на един народен език, говорен от древно славянско население през Средновековието, то за историята на книжовните езици, за историята на културата и литературата старобългарският език представлява голям интерес като език на една стара писменост. Старобългарският език, след старогръцкия и латинския, е третият език, който през средните векове в Европа е бил употребяван в богослужението и администрацията и на който е била създадена поезия, философска, научна и юридическа литература. Създаден на народна основа, старобългарският език като всеки книжовен език е трябвало да бъде обогатен и приспособен да изпълнява сложни функции. Нужни са били нови думи за абстрактни понятия, нужни са били и много нови религиозни, философски, научни, етически, административни термини. Обогатяването на народния език е ставало главно по три начина:
1) Обогатяване с ново значение на съществуващи народни думи. Така например думата  първоначално е имала конкретното значение  „осветяване“, „просветване“. В старобългарските паметници се открива само нейното абстрактно значение. В нов смисъл се употребяват многобройни подобни думи, най-често отглаголни съществителни: ,   („превод“), . В християнски смисъл се е променило значението на думи като , , , ,  и др.
2) Заемане на чужди думи. Една голяма част от старобългарската книжнина представлява преведена от гръцки църковна литература и произведения на византийските писатели. Това довежда до появата на редица гръцки думи или латински и еврейски думи, приети чрез гръцкия език.
- Гръцки думи са например , , , , .
- От еврейски произход са думи като , ,  („дявол“).
- От латинския език също проникват думи (част от тях са заети по време на мисията на светите братя Кирил и Методий сред западните славяни). Примери:

 („данък“);
 („стража“);
 („просфора, обреден хляб“).
3) Създаване на нови думи. Чуждите думи са били избягвани чрез създаването на нови думи. Сред много от често употребяваните думи в нашето съвремие са и такива, които са възникнали в най-ранния период на формирането на старобългарския език. Такива са например днешните думи благодаря (), благодетел, благодат, светлозарен, безсмъртие, самовластен, лицемер, невъзможно, неръкотворен, милосърдие, недоумение и много други. Голяма част от тях са преводи от гръцки:
 е буквален превод на гръцката κακαῦρνος;
 съответства на гр. ἀγαθοποεῖν;
  е превод на гр. εὐγενής.
Наред с гръцките думи , , , в съчинението „Сказание за буквите“ от Черноризец Храбър се откриват следните славянски думи:
 („земемерство“, „геодезия“);
 („двугласна“, „дифтонг“).

### Развитие
Успоредно с останалите славянски езици, след XII век старобългарският език претърпява значителни промени, отразени съвсем оскъдно в писмените паметници. Беглото отразяване на фонетичното и морфологичното развитие на езика в паметниците с религиозен характер се дължи на силното влияние на кирило-методиевата традиция в средновековна България. В светски документи (грамоти на българските царе), надписи-графити, приписки (Битолски триод), паметници със светско съдържание („Троянска повест“), както и в някои произведения с религиозен характер (Добрейшово евангелие, преписа на „Шестоднев“ от 1263 г.) тези изменения се долавят по-ясно. Между XII и XV век промените в старобългарския език засягат предимно следното:
- Еровете в слабо положение (пред сричка, несъдържаща ерове, и в края на думата) загубват звуковата си стойност, а в останалите случаи се изясняват: ъ > о/ъ, ь > ъ/е. Така се появяват нови групи съгласни, които са нехарактерни за най-древните старобългарски паметници:

s > ;
 > .
- Смесване на носовките: носовите гласни (, ) изравняват гласежа си след меки съгласни, а в някои говори съвсем изгубват носовия си призвук и се стига до характерната за паметниците от XIII – XIV век безразборна употреба на буквите  и .
- Разпад на склонението: Изместване на старобългарските падежни форми за родителен и местен падеж от съчетания на предлог с винителен или дателен падеж.
- Показателните местоимения в задпоставно положение започват да се развиват като склоняем определителен член, макар че употребата му все още не е напълно граматикализирана.
- Употреба на кратките форми на дателен падеж за изразяване на притежание.
- Сегашните деятелни причастия  (, ) и миналите деепричастия (, ) започват да се използват все по-малко. Само миналите свършени деятелни причастия (, ) продължават да се употребяват често.
- Изчезва сегашното страдателно причастие (, ).
- Супинът е заместен напълно от инфинитива, който към XIV – XV век започва да се замества от съчетанието да + лични глаголни форми.
- Бъдеще време се изразява чрез личните форми на сегашното време на глагола  + инфинитив, а впоследствие от да-конструкция с лични глаголни форми ( ).
- Формите на минало несвършено време започват да се образуват не от инфинитивната форма, а от основата за сегашно време:

 > ;
 > .
- Променят се окончанията на формите на минало свършено време под влияние на морфологични аналогии.
- Започва образуване на ново глаголно спрежение с окончание -м за 1 л. ед.ч. по аналогия със старите атематични глаголи:

 > ;
 > ;
і > і;
 > .
- Развитие на нови местоименни форми с помощта на анафорични частици:

тъ + и > тои;
сь + и > сеи;
които, тогова, този.
- След XV век се развива като отделна морфологична категория и миналото несвършено деятелно причастие (носел, четял).

Първите паметници на новобългарски език са дамаскините от XVII – XVIII век.

## Главни особености
Най-ранните писмени паметници на старобългарски език са от X – XI век (надпис на чъргубиля Мостич, Ананиев надпис). През IX – XI век езикът е съвсем близък до останалите славянски езици, поради което старобългарските църковни текстове се използват от други славянски народи като руси и сърби със съвсем малки изменения: Остромирово евангелие от 1056 г. и Симеонов сборник 1073/6 г. за руска редакция; Мирославово евангелие от XII век за сръбска редакция.
Старобългарският език в периода IX – XI век притежава следните най-важни особености.

### Фонетика
- Запазване на праславянската система от гласни звукове, включително:

еровите гласни (, );
носовите гласни (, ).
- Почти не са засегнати от нови морфологични аналогии резултатите от третата палатализация:

 < *vidjon (новобълг. (да) видя);
 (новобълг. наричам).
- В сила е законът за отворените срички.
- Широк изговор на дългото ē ().
- Особен рефлекс на праславянските съчетания

*tj, *dj > шт, жд.

### Морфология
- Налице е богата именна система (която в повечето съвременни славянски езици е опростена):

– тринайсет склонения, класифицирани според индоевропейската и праславянска основа:
основи на гласна (-o-, -a-, -ja-, -i-, -u-)
и съгласна (-n-, -nt, -men, -s, -r, -ŭ);
– седем падежа: именителен, родителен, винителен, дателен, творителен, местен, звателен;
– три числа: единствено, двойствено, множествено.
- Лични местоимения има само за първо и второ лице. В ролята на местоимения за трето лице се използват показателните  и , от които произлизат днешните местоимения за трето лице той (книж.) и он (диал.). Ролята на притежателно местоимение за трето лице се изпълнява от възвратното местоимение .
- Всяко прилагателно име притежава две форми: кратка и дълга (определена). Дългата форма се получава от кратката с добавяне на анафоричното местоимение :

 > .
Кратките форми се скланят като съществителните имена от съответните основи. Първоначално в дългата форма именната и местоименната част се скланят поотделно, но впоследствие се сливат и образуват нов тип склонение.
- Налице е богата глаголна система (4 спрежения на тематичните глаголи и друго за малкото на брой атематични глаголи, форми за двойствено число, 6 времена, 2 глаголни вида – свършен и несвършен).
- Употребяват се 3 прости глаголни времена – сегашно, минало свършено (аорист), минало несвършено (имперфект); и по-рядко 3 сложни глаголни времена – минало неопределено (перфект), минало предварително (плусквамперфект), бъдеще предварително. Бъдещето време се изразява с формата за сегашно време на глаголи от свършен вид, както и в повечето съвременни славянски езици.
- Старобългарският език познава 3 наклонения (изявително, повелително и условно). Индоевропейското подчинително наклонение (конюнктив) е изгубено напълно, както и индоевропейският страдателен залог, изразяван посредством възвратнопричастни форми.
- Налице са разнообразни нелични глаголни форми:

инфинитив ();
супин ();
сегашно деятелно причастие/деепричастие (/);
сегашно страдателно причастие ();
минало/свършено деепричастие (/);
минало страдателно причастие ();
минало свършено деятелно причастие ().

## Примери
| Старобългарски, X век                 | Църковнославянски (руска редакция на старобългарския) | Новобългарски, XX и XXI век Македонски диалект (македонска книжовна норма) | Новобългарски, XX и XXI век (книжовна норма) | Новоруски, XX и XXI век |
| ------------------------------------- | ----------------------------------------------------- | --- | --- | --- |
| , · , · , · , . · , · , · , · , . · ! | , · , · , · ȣ , · , . · ȣ · , · , · ȣ, · ȣ. · !       | Оче наш, кој си на небесата, да се свети името Твое, да дојде царството Твое, да биде волјата Твоја, како на небото, така и на земјата. Лебот наш насушен дај ни го денес и прости ни ги долговите наши, како и ние што им ги проштеваме на нашите должници, и не нè воведувај во искушение, но избави нè од лукавиот. Амин! | Отче наш, Който си на небесата! Да се свети Твоето име, да дойде Твоето Царство, да бъде Твоята воля, както на небето, тъй и на земята. Насъщния ни хляб дай ни днес и прости нам дълговете ни, както и ние прощаваме на нашите длъжници, и не въведи нас в изкушение, но избави ни от лукавия, защото твое е царството, и силата, и славата во веки веков. Амин! | Отец наш, Сущий на небесах! да святится имя Твоё; да придёт Царствие Твоё; да будет воля Твоя и на земле, как на небе; хлеб наш насущный подавай нам на каждый день; и прости нам грехи наши, как и мы прощаем всякому должнику нашему; и не введи нас в искушение, но избавь нас от лукавого. Ибо Твое есть Царство и сила и слава во веки веков. Аминь! |